# Borkowo (gmina)
Borkowo – dawna gmina wiejska istniejąca do 1954 roku w woj. warszawskim. Nazwa gminy pochodzi od wsi Borkowo, lecz siedzibą władz gminy były początkowo Włóki Małe, a po ich włączeniu do Sierpca w 1923 roku siedzibą gminy stał się Sierpc, który stanowił odrębną gminę miejską.
W okresie międzywojennym gmina Borkowo należała do powiatu sierpeckiego w woj. warszawskim. 1 kwietnia 1923 od gminy Borkowo odłączono wsie Włóki Małe i Włóki-Piaski, które włączono do Sierpca. 31 marca 1938 do gminy Borkowo przyłączono gromadę Babiec z gminy Szczutowo w powiecie rypińskim.
Po wojnie gmina zachowała przynależność administracyjną. Według stanu z 1 lipca 1952 roku gmina składała się z 18 gromad.
Gminę zniesiono 29 września 1954 roku wraz z reformą wprowadzającą gromady w miejsce gmin. Jednostki nie przywrócono 1 stycznia 1973 roku po reaktywowaniu gmin, utworzono natomiast z jej dawnego obszaru (oraz z obszaru dawnej gminy Białyszewo) nową gminę Sierpc.